# Kiko, Princesa Akishino
Kiko (em japonês: 皇嗣文仁親王妃紀子; nascida Kiko Kawashima; Tóquio, 11 de setembro de 1966) é a esposa de Fumihito, Príncipe Herdeiro do Japão, o segundo filho do imperador emérito Akihito e da imperatriz emérita Michiko do Japão. 
Filha de um professor universitário, ela é a segunda plebeia que se casou com um integrante da família imperial japonesa; sua sogra, a imperatriz, foi a primeira em 1959.
Ela também é conhecida, informalmente, como "Princesa Kiko".

## Vida familiar e educação
Kiko Kawashima nasceu como a filha mais velha de Tatsuhiko Kawashima, um professor de geologia da Universidade de Gakushuin, e de sua esposa Kazuyo. 
Ela era carinhosamente chamada de "Kiki" por amigos de infância e parentes.
Passou seu período pré-escolar nos Estados Unidos, quando seu pai recebeu um doutorado em Economia Regional da Universidade da Pensilvânia, onde mais tarde trabalhou. 
Kiko fez o seu ensino fundamental e o seu ensino médio em Viena, na Áustria, quando seu pai se tornou o pesquisador-chefe do Instituto Internacional de Análise de Sistemas Aplicados (IIASA), em Laxemburgo, onde ele estudou ciência espacial e atividades de ONGs. 
A futura princesa Akishino tornou-se fluente em inglês e alemão. Ela recebeu seu diploma de graduação do Departamento de Psicologia da Universidade de Gakushuin em 1989. Em 1995, completou o doutorado, na mesma universidade.

## Casamento

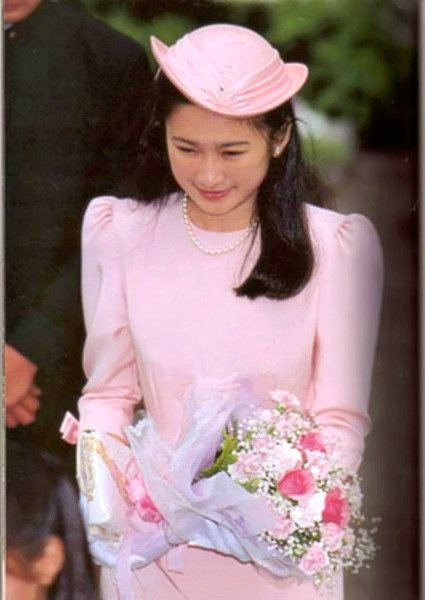
A princesa no dia de seu casamento

Fumihito, Príncipe Akishino propôs casamento a Kiko Kawashima pela primeira vez em 26 de junho de 1986, enquanto eram colegas em Gakushuin. O casal, entretanto, não anunciou sua intenção de casar por três anos. O noivado recebeu a sanção formal da Agência da Casa Imperial em 12 de setembro de 1989. A cerimônia ocorreu no Palácio Imperial no dia 29 de junho de 1990.
O Conselho de Finanças da Casa Imperial já tinha anteriormente permitido o príncipe de estabelecer um novo ramo na família imperial, e o imperador Akihito concedeu-lhe o título Akishino-no-miya (Príncipe Akishino) no dia de seu casamento. Consequentemente, a noiva tornou-se Sua Alteza Imperial a princesa Akishino.
O noivado e o casamento do príncipe Akishino com a outrora Kiko Kawashima quebrou precedentes em muitos aspectos: na época, o noivo era ainda um estudante graduado em Gakushuin e se casou antes de seu irmão mais velho, o príncipe-herdeiro Naruhito; a princesa Akishino foi a primeira mulher de classe média que entrou para a família imperial. Apesar da imperatriz Michiko ser também uma plebeia, ela vinha de uma família empresária muito rica. 
A princesa Kiko continuou com seus estudos de pós-graduação em psicologia e iniciou, simultaneamente, seus deveres oficiais como princesa. Ela é conhecida por sua compreensão ardente e pelo respeito que tem pelos surdos, sendo especializada em interpretação de língua de sinais.

### Filhos
Desde 1997, o príncipe Akishino e a princesa Akishino, juntamente com seus filhos, têm mantido uma residência nos terrenos do Palácio Akasaka, no bairro Minato em Tóquio. O casal tem duas filhas e um filho:
- Mako do Japão (23 de outubro de 1991)
- Kako do Japão (29 de dezembro de 1994)
- Hisahito do Japão (6 de setembro de 2006)

## Saúde
A princesa herdeira sofre de Síndrome do túnel carpal.

## Debate sobre sucessão imperial
Em novembro de 2005, um comitê governamental recomendou mudar a Lei de Sucessão Imperial de 1947 para garantir que o primogênito dos príncipes herdeiros, de qualquer sexo, se tornasse o herdeiro do Trono do Crisântemo. A opinião pública debatia uma reforma para possibilitar a ascensão da princesa Aiko. O então primeiro-ministro, Junichiro Koizumi, comprometeu-se a levar a reforma ao parlamento. 
Entretanto, a gravidez da princesa Kiko, esposa do príncipe Akishino, anunciada oficialmente em fevereiro de 2006, mudou os planos. Em setembro daquele ano, nasceu um menino, o príncipe Hisahito de Akishino, que é o terceiro na linha de sucessão sob a atual lei. O nascimento de Hisahito foi um alívio para membros partidários tradicionalistas e, de fato, desencorajou as propostas que sugeriam a sucessão feminina. Antes de seu nascimento, 84% da população mostrava-se favorável à mudança.
Acredita-se que o debate será continuado e finalizado em um momento apropriado no futuro.

## Títulos
- 11 de setembro de 1966 — 29 de junho de 1990: Srta. Kawashima Kiko
- 29 de junho de 1990 — 30 de abril de 2019: Sua Alteza Imperial a Princesa Akishino
- 1 de maio de 2019 — presente: Sua Alteza Imperial a Princesa Herdeira do Japão

## Deveres como princesa
A princesa Kiko é presidente da Associação Anti-tuberculose do Japão. Ela também é a honorária vice-presidente do Comitê Internacional da Cruz Vermelha japonês.